# Тимбэй
Тимбэй (яп. ティンベー Тимбэ:) — небольшой окинавский щит, применяемый в комбинации с короткой пикой или мачете, которое называется ротин (яп. ローチン ро:тин). Это оружие относится к окинавскому кобудо. Считается, что оно пришло на острова Рюкю из Китая, а применение его восходит к шаолиньскому ушу.

## Описание
Тимбэй, или щит, имел овальную форму, обычно около 45 см в длину и 38 см в ширину. Щиты изготавливались из черепашьих панцирей, металла или плелись из лозы. Современные школы используют пластиковые щиты. Тимбэй держали в левой руке и использовали для защиты.
Ротин, или пика, имела длину около полуметра. Большую часть этой длины составляло древко. Наконечник чаще всего расширялся в средней части, чтобы можно было нанести противнику более серьёзные повреждения, повернув наконечник в ране. Пику держали в правой руке и использовали для нападения, в основном нанося колющие удары снизу вверх и стараясь попасть под рёбра, в горло и подмышки. Лёгкое оружие также можно было вращать в пальцах: наконечником колоть противника, древком — бить. Обычным приёмом было скрывание пики за щитом, что позволяло воспользоваться эффектом неожиданности. Кроме собственно пики, ротин мог быть и коротким мечом, и длинным тесаком.